# باشگاه فوتبال نیکائو سوکاتاک
باشگاه فوتبال نیکائو سوکاتاک یک باشگاه فوتبال واقع در نیکائو، راروتونگا، جزایر کوک است. این تیم در حال حاضر در لیگ برتر جزایر کوک، سطح برتر فوتبال در جزایر کوک بازی می‌کند.

## عنوان‌ها
- لیگ برتر جزایر کوک: ۷ قهرمانی[۱]
- جام حذفی جزایر کوک: ۱۲ قهرمانی[۲]

## بازیکنان ایرانی
- میلاد چراغی